# Ołeksandr Zajeć
Ołeksandr Łeonidowycz Zajeć (ukr. Олександр Леонідович Заєць, ros. Александр Леонидович Заец, Aleksandr Leonidowicz Zajec; ur. 23 marca 1962, Ukraińska SRR, zm. w 2007, w Zaporożu) – ukraiński piłkarz, grający na pozycji napastnika.

## Kariera piłkarska

### Kariera klubowa
W 1979 rozpoczął karierę piłkarską w klubie Metalist Charków. W 1986 został piłkarzem Metałurha Zaporoże, w którym występował przez 6 lat. Od 1992 klub zmagał się w Wyższej Lidze Ukrainy w innym zaporoskim klubie Torpedo. W 1994 i 1995 występował również w farm-klubach Polihraftechnika Oleksandria i Ołkom Melitopol. Na początku 1996 przeszedł do trzeciego zaporoskiego klubu Wiktor Zaporoże. Po zakończeniu sezonu 1997/98 w wieku 36 lat postanowił zakończyć karierę piłkarską. W 2007 tragicznie zginął przy pożarze.

## Sukcesy i odznaczenia

### Sukcesy klubowe
- brązowy medalista Pierwszej Ligi ZSRR: 1990

### Sukcesy indywidualne
- 4. miejsce w klasyfikacji strzelców Mistrzostw Ukrainy: 1992